# Francis Przybyla
Francis Przybyla, né en 1957, est un historien et un écrivain français. Il s'intéresse notamment aux liens entre la politique, l'industrie et l'agriculture dans le Nord-Pas-de-Calais,. Il soutient sa thèse Les parlementaires du Nord et leur activité législative au début de la Troisième République, 1881-1889 en 2004 et publie en 2007 Le blé, le sucre et le charbon : Les parlementaires du Nord et leur action 1881-1889.

## Œuvres
- Francis Przybyla, Le blé, le sucre et le charbon : Les parlementaires du Nord et leur action 1881-1889, Presses universitaires du Septentrion, 2007, 594 p. (ISBN 978-2-85939-980-1, BNF 41078492).